# 密鳞耳蕨
密鳞耳蕨（学名：Polystichum squarrosum）为鳞毛蕨科耳蕨属下的一个种。

## 扩展阅读
維基物種上的相關：密鳞耳蕨